# NAL ロケット
NAL ロケットはかつて航空宇宙技術研究所が1960年代の設立当初に開発した一連のロケットである。

## NAL-7
サイドジェット装置を搭載する。

### 諸元[2]
- 1段式
- 全長:1,897mm
- 直径:70mm

## NAL-16[4]

### 諸元[2][5]
- 1段式
- 全長：3,985m
- 直径：165mm
- 到達高度：100km

## NAL-25
1969年2月1日に打ち上げられた

### 諸元
- 1段式[7]
- 全長：4,000mm[8]
- 直径：200mm
- 到達高度：20km

## NAL-16・31D
2段式で2段目はNAL-16を改良して搭載する

### 諸元[2]
- 2段式
- 全長：8,100mm
- 直径：310mm
- 到達高度：70km

## NAL-25・30
実際に打ち上げられたかどうかは不明

### 諸元
- 2段式
- 直径：300m

## NAL-25・31
ガスジェット制御の技術確立を目的として開発された。JCRロケットの原型になった。
固体式2段式で第2段の先端部にロール制御用の過酸化水素水ガスジェット装置を搭載する。

### 諸元
- 2段式
- 全長：8,800mm
- 直径：310mm
- 到達高度：150km

## NAL-735
ISASとNALが共同開発した単段式ロケットで、小型超音速実験機 "NEXST-1" を高度18kmに打ち上げる為に用いられる。機体はST-735,SB-735を基にしており、実験に合わせ燃焼後期の増速を抑えた2段燃焼パターンへの変更、飛行制御用フィンの追加、実験機取付部, 安定翼取付部や点火モータの増強、MNTVCの除去と推力方向が重心を貫くように2.9度のカント角でのノズルの固定化、及びM-Vロケット 4号機の失敗を受けたノズルスロートの3D-C/C材への素材変更、以上5項目の改修が施されている。4機が製造され、2002年以降ウーメラ射場から2機が打ち上げられ、1機（2005年）が成功している。打ち上げには鹿児島宇宙空間観測所(現内之浦宇宙空間観測所)に保管されていたラムダロケット用ランチャを改修し、ウーメラ射場へ搬送され用いられた。他に地上燃焼試験で2001年と2007年(2回)にも使用された。

### 諸元
- 全長：9.998m (ロケットモータ部8.12m)
- 重量：4.7t
- 到達高度：18km
- 搭載重量：2t
- 燃焼時間：50s